# Villechétif
Villechétif és un municipi francès situat al departament de l'Aube i a la regió del Gran Est. L'any 2007 tenia 774 habitants.

## Demografia

### Població
El 2007 la població de fet de Villechétif era de 774 persones. Hi havia 298 famílies de les quals 48 eren unipersonals (12 homes vivint sols i 36 dones vivint soles), 117 parelles sense fills, 125 parelles amb fills i 8 famílies monoparentals amb fills.
La població ha evolucionat segons el següent gràfic:
Habitants censats

### Habitatges
El 2007 hi havia 315 habitatges, 302 eren l'habitatge principal de la família, 3 eren segones residències i 10 estaven desocupats. Tots els 315 habitatges eren cases. Dels 302 habitatges principals, 284 estaven ocupats pels seus propietaris, 15 estaven llogats i ocupats pels llogaters i 3 estaven cedits a títol gratuït; 1 tenia una cambra, 6 en tenien dues, 32 en tenien tres, 92 en tenien quatre i 171 en tenien cinc o més. 268 habitatges disposaven pel capbaix d'una plaça de pàrquing. A 96 habitatges hi havia un automòbil i a 191 n'hi havia dos o més.

### Piràmide de població
La piràmide de població per edats i sexe el 2009 era:
| Homes | Edats   | Dones |
| ----- | ------- | ----- |
| 0     | 95 o +  | 0     |
| 0     | 90 a 94 | 0     |
| 4     | 85 a 89 | 0     |
| 4     | 80 a 84 | 12    |
| 12    | 75 a 79 | 8     |
| 4     | 70 a 74 | 12    |
| 12    | 65 a 69 | 20    |
| 20    | 60 a 64 | 28    |
| 32    | 55 a 59 | 28    |
| 40    | 50 a 54 | 36    |
| 28    | 45 a 49 | 20    |
| 32    | 40 a 44 | 32    |
| 24    | 35 a 39 | 40    |
| 4     | 30 a 34 | 24    |
| 20    | 25 a 29 | 8     |
| 8     | 20 a 24 | 8     |
| 20    | 15 a 19 | 16    |
| 32    | 10 a 14 | 20    |
| 24    | 5 a 9   | 24    |
| 12    | 0 a 4   | 20    |

## Economia
El 2007 la població en edat de treballar era de 508 persones, 376 eren actives i 132 eren inactives. De les 376 persones actives 355 estaven ocupades (184 homes i 171 dones) i 21 estaven aturades (9 homes i 12 dones). De les 132 persones inactives 66 estaven jubilades, 41 estaven estudiant i 25 estaven classificades com a «altres inactius».

### Ingressos
El 2009 a Villechétif hi havia 350 unitats fiscals que integraven 921,5 persones, la mediana anual d'ingressos fiscals per persona era de 21.649 €.

### Activitats econòmiques
Dels 27 establiments que hi havia el 2007, 5 eren d'empreses de construcció, 10 d'empreses de comerç i reparació d'automòbils, 1 d'una empresa d'hostatgeria i restauració, 1 d'una empresa d'informació i comunicació, 2 d'empreses financeres, 5 d'empreses de serveis, 1 d'una entitat de l'administració pública i 2 d'empreses classificades com a «altres activitats de serveis».
Dels 7 establiments de servei als particulars que hi havia el 2009, 1 era un paleta, 1 fusteria, 2 electricistes, 1 empresa de construcció, 1 restaurant i 1 saló de bellesa.
Dels 2 establiments comercials que hi havia el 2009, 1 era una botiga de mobles i 1 una joieria.
L'any 2000 a Villechétif hi havia 16 explotacions agrícoles que ocupaven un total de 1.260 hectàrees.

## Equipaments sanitaris i escolars
El 2009 hi havia 1 escola maternal i 1 escola elemental.

## Poblacions més properes
El següent diagrama mostra les poblacions més properes.